# Land of the Giants
Land of the Giants (br: Terra de Gigantes) é uma série de televisão da década de 1960 criada e produzida por Irwin Allen.
A série mostrava uma tripulação de uma nave espacial suborbital chamada Spindrift, que durante uma viagem de Los Angeles até Londres, entra numa dobra espacial e cai num planeta onde todos os habitantes são gigantes.

## Elenco
- Gary Conway .... Capitão Steve Burton, comandante da Spindrift
- Don Marshall .... Dan Erickson, co-piloto
- Don Matheson .... Mark Wilson, engenheiro (passageiro)
- Kurt Kasznar .... Alexander Fitzhugh...ladrão de bancos e trapaceiro (passageiro)
- Stefan Arngrim .... Barry Lockridge...criança órfã (passageiro)
- Deanna Lund .... Valerie Scott...modelo (passageira)
- Heather Young .... Betty Hamilton...aeromoça

Personagem recorrente
- Kevin Hagen .... Inspetor Kobick, chefe da polícia secreta

## Tramas

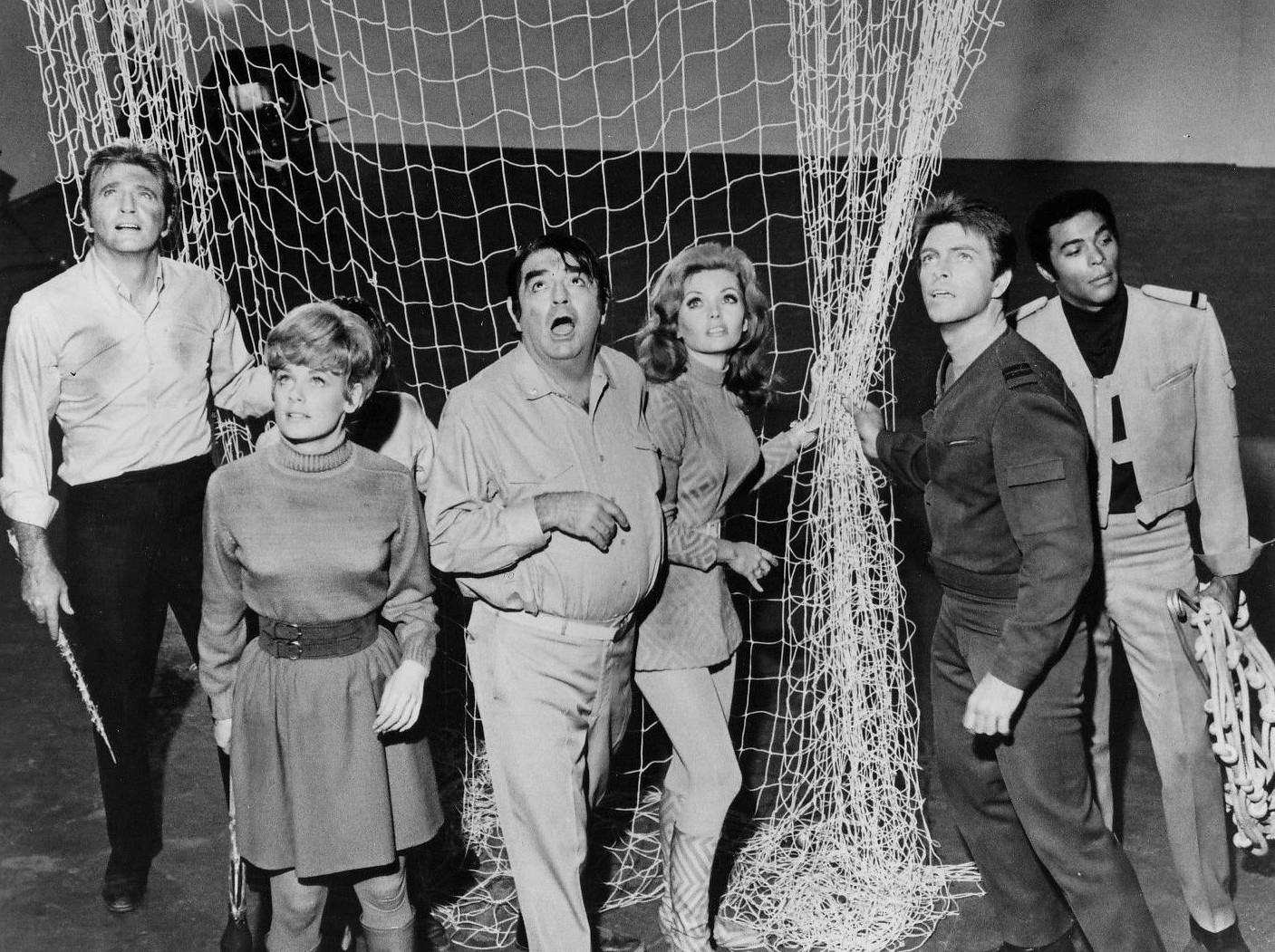
Cena de episódio em que os viajantes são capturados para um zoo dos "gigantes"

Num futuro próximo (12/06/1983, segundo o episódio piloto), tripulantes e passageiros da nave sub-orbital Spindrift partem para uma viagem de Los Angeles a Londres seguindo uma rota parabólica em torno do planeta. Ao chegarem nos limites da atmosfera, o Spindrift é colhido por uma tempestade espacial e transportado para um misterioso planeta que parece em tudo igual a sociedade americana de 20 anos atrás. Porém, os habitantes e tudo o mais são em tamanho "gigante" e os viajantes se veem como "pequeninos". Não há muitos detalhes do governo dos gigantes mas ele aparenta ser um Estado totalitário que oferece uma recompensa pela captura dos viajantes, pois temem a tecnologia terrestre superior. Existe uma polícia secreta à la KGB, controlando tudo e todos. O nome da polícia é SID (Special Investigation Department), cujo integrante é o sádico inspetor Kobik.
Logo após o pouso forçado, os viajantes passam a viver frequentemente em perigo, com muitos sendo capturados e obrigando seus colegas a ações para resgatá-los. Criam alguns utensílios, usando barbantes como cordas, pregadeiras ou clips como ganchos. Constantemente defrontam-se com os animais gigantes, principalmente gatos. A nave é inoperante após a queda e é escondida numa floresta próxima a uma cidade, servindo de abrigo. Apesar de não confiarem nos "gigantes", em vários episódios os viajantes estabelem alianças com alguns deles, buscando benefícios mútuos.

## Prêmios e indicações

### Indicações
Emmy
- Melhor fotografia: 1969
- Melhor edição de som: 1970

## Merchandise

### Livros
Entre 1968 e 1969, a Pyramid Books publicou três livros baseados na série: Land of the Giants, The Hot Spot e Unknown Danger. Os três foram escritos por Murray Leinster.

#### Portugal
Em Portugal, Unknown Danger foi traduzido por Eurico da Fonseca e publicado pela Livros do Brasil em 1970, com o título Plataforma Espacial. O livro foi o 157º volume da Coleção Argonauta.